# 成三問
成三問（1418年—1456年），字謹甫(근보)、又字訥翁(눌옹)，号梅竹軒(매죽헌)。本貫昌寧成氏。朝鮮王朝前期学者，政治家。訓民正音八位编者之一，亦是死六臣之一。

## 生涯
他是都總管成勝之子，生於洪州（今忠清南道洪城郡）。
成三問在世宗20年（明正統3年，1438年）以生員之身份在科舉考試中及第，入值朝鮮世宗的集賢殿任學士。以集賢殿學士的身份參與了訓民正音的編撰工作。在編集訓民正音時期，成三問與申叔舟曾13次前往遼東，向被明廷流放至當地的翰林院學士黃贊討教音韻。並向明所派的使臣學習了音韻和有關教場的制度。這些都對最終訓民正音的發表有不小的貢獻。
1446年制定訓民正音。他於1447年重考科舉，在文科及第。1453年，世祖发动癸酉靖難，篡奪朝鮮端宗的王位。為了已故世宗的遺志，在癸酉靖難後成為端宗復辟的主導人物。他與朴彭年、河緯地欲殺世祖使端宗復位，但被察觉，由世祖親自審問，最後與其他同謀者，遭世祖凌遲（五牛分屍）處死。
肅宗在位期間被平反，追贈諡號忠文(충문)。

## 诗
擊鼓催人命，

西風日欲斜。

黃泉無客店，

今夜宿誰家？
| 古韩语                                                        | 翻译                           |
| ------------------------------------------------------------- | ------------------------------ |
| 이 몸이 주거 가서 무어시 될고 하니,                           | 吾死后所化何物?                |
| 봉래산(蓬萊山) 제일봉(第一峯)에 낙락장송(落落長松) 되야 이셔, | 是蓬萊山第一峯上的落落長松，   |
| 백설(白雪)이 만건곤(滿乾坤)할 제 독야청청(獨也靑靑) 하리라.   | 当皑皑白雪滿乾坤时，松獨也靑靑 |

| 汉语           | 音讀           |
| -------------- | -------------- |
| 食人之食衣人衣 | 식인지식의인의 |
| 素志平生莫有違 | 소지평생막유위 |
| 一死固知忠義在 | 일사고지충의재 |
| 顯陵松栢夢依依 | 현릉송백몽의의 |

詠海棠

子固不能詩，

不能亦何傷？

我愛柳中郢，

夜不喜薰香。
成三问在其所作的时调《此身》中以不畏严寒的蓬莱松比喻自己威武不能屈的忠贞气节：:562
《此身》译诗

此身逝去化何物？

化为长松一株，挺立蓬莱山顶。

白雪满乾坤，惟见长松独青青。

## 曾扮演成三問的演員
鄭仁基 - 2019年《戲子們：傳聞操縱團》電影